# Saison 2019 de l'équipe cycliste Bora-Hansgrohe
La saison 2019 de l'équipe cycliste Bora-Hansgrohe est la dixième de cette équipe.

## Préparation de la saison 2019

### Sponsors et financement de l'équipe
L'équipe porte le nom de ses deux principaux sponsors, le fabricant de cuisines Bora, sponsor-titre depuis 2015, et le fabricant de salles de bain Hansgrohe, sponsor-titre depuis 2017. Ces deux entreprises sont engagées jusqu'en 2019,. La société américaine Specialized est le fournisseur de cycles de l'équipe depuis 2017. Sponsor de Tinkoff jusqu'en 2016, elle a facilité le recrutement de Peter Sagan, qu'elle équipe depuis 2015. Elle s'est également engagée jusqu'en 2019,.
Les coureurs de Bora-Hansgrohe roulent sur les modèles S-Works Venge, S-Works Tarmac, S-Works Roubaix de Specialized Bicycle Components. Les potences, guidons, selles ainsi que les pneus sont également fournis par Specialized. Les vélos sont équipes de groupes Shimano Dura-Ace et de roues de marque Roval. L'équipe Deceuninck-Quick Step utilise le même matériel que Bora-Hansgrohe,.

### Arrivées et départs
L'effectif de Bora-Hansgrohe a connu peu de changement durant l'intersaison : trois coureurs sont partis et trois autres les ont remplacés.
Michal Kolář arrête sa carrière de coureur à 25 ans, pour travailler dans les relations publiques de Bora-Hansgrohe. Non conservés par l'équipe à l'issue de la saison 2018, Matteo Pelucchi et Aleksejs Saramotins ont été recrutés respectivement par  Androni Giocattoli-Sidermec et Interpro-Stradalli.
Le jeune Allemand Maximilian Schachmann (24 ans) est recruté pour deux ans, après deux premières saisons professionnelles chez Quick-Step Floors dont une saison 2018 prometteuse. L'Italien Oscar Gatto et le Luxembourgeois Jempy Drucker, issus respectivement des équipes Astana et BMC, sont tous deux engagés pour deux ans afin d'aider Peter Sagan. Gatto a déjà été coéquipier de ce dernier chez Cannondale puis chez Tinkoff.
| Arrivées              | Équipe 2018       |
| --------------------- | ----------------- |
| Jempy Drucker         | BMC Racing        |
| Oscar Gatto           | Astana            |
| Maximilian Schachmann | Quick-Step Floors |

| Départs             | Équipe 2019                 |
| ------------------- | --------------------------- |
| Michal Kolář        | Retraite                    |
| Matteo Pelucchi     | Androni Giocattoli-Sidermec |
| Aleksejs Saramotins | Interpro-Stradalli          |

## Déroulement de la saison
L'équipe est dirigée par Ralph Denk, qui l'a créée sous le nom NetApp en 2010. Neuf directeurs sportifs, avec à leur tête Enrico Poitschke, encadrent les coureurs : Helmut Dollinger, Christian Pömer, Steffen Radochla, André Schulze, Ján Valach, Patxi Vila et Jens Zemke et Sylwester Szmyd,.

## Coureurs et encadrement technique

### Effectif
L'effectif de l'équipe Bora-Hansgrohe pour la saison 2019 comprend 27 coureurs de dix nationalités différentes.
| Cycliste              | Date de naissance | Nationalité      | Équipe 2018       |  |
| --------------------- | ----------------- | ---------------- | ----------------- |  |
| Pascal Ackermann      | 17 janvier 1994   | Allemagne        | Bora-Hansgrohe    |  |
| Shane Archbold        | 2 février 1989    | Nouvelle-Zélande | Aqua Blue Sport   |  |
| Erik Baška            | 12 janvier 1994   | Slovaquie        | Bora-Hansgrohe    |  |
| Cesare Benedetti      | 3 août 1987       | Italie           | Bora-Hansgrohe    |  |
| Sam Bennett           | 14 octobre 1990   | Irlande          | Bora-Hansgrohe    |  |
| Maciej Bodnar         | 7 mars 1985       | Pologne          | Bora-Hansgrohe    |  |
| Emanuel Buchmann      | 18 novembre 1992  | Allemagne        | Bora-Hansgrohe    |  |
| Marcus Burghardt      | 30 juin 1983      | Allemagne        | Bora-Hansgrohe    |  |
| Jempy Drucker         | 3 septembre 1986  | Luxembourg       | BMC Racing        |  |
| Davide Formolo        | 25 octobre 1992   | Italie           | Bora-Hansgrohe    |  |
| Oscar Gatto           | 1er janvier 1985  | Italie           | Astana            |  |
| Felix Großschartner   | 23 décembre 1993  | Autriche         | Bora-Hansgrohe    |  |
| Peter Kennaugh        | 15 juin 1989      | Royaume-Uni      | Bora-Hansgrohe    |  |
| Leopold König         | 15 novembre 1987  | Tchéquie         | Bora-Hansgrohe    |  |
| Patrick Konrad        | 13 octobre 1991   | Autriche         | Bora-Hansgrohe    |  |
| Rafał Majka           | 12 septembre 1989 | Pologne          | Bora-Hansgrohe    |  |
| Jay McCarthy          | 8 septembre 1992  | Australie        | Bora-Hansgrohe    |  |
| Gregor Mühlberger     | 4 avril 1994      | Autriche         | Bora-Hansgrohe    |  |
| Daniel Oss            | 13 janvier 1987   | Italie           | Bora-Hansgrohe    |  |
| Christoph Pfingsten   | 20 novembre 1987  | Allemagne        | Bora-Hansgrohe    |  |
| Paweł Poljański       | 6 mai 1990        | Pologne          | Bora-Hansgrohe    |  |
| Lukas Pöstlberger     | 10 janvier 1992   | Autriche         | Bora-Hansgrohe    |  |
| Juraj Sagan           | 23 décembre 1988  | Slovaquie        | Bora-Hansgrohe    |  |
| Peter Sagan           | 26 janvier 1990   | Slovaquie        | Bora-Hansgrohe    |  |
| Maximilian Schachmann | 9 janvier 1994    | Allemagne        | Quick-Step Floors |  |
| Andreas Schillinger   | 13 juillet 1983   | Allemagne        | Bora-Hansgrohe    |  |
| Michael Schwarzmann   | 7 janvier 1991    | Allemagne        | Bora-Hansgrohe    |  |
| Rüdiger Selig         | 19 février 1989   | Allemagne        | Bora-Hansgrohe    |  |

### Encadrement
L'équipe est dirigée par Ralph Denk, qui l'a créée sous le nom NetApp en 2010. Neuf directeurs sportifs, avec Enrico Poitschke à leur tête, encadrent les coureurs en course : Christian Pömer,  Helmut Dollinger, Steffen Radochla, André Schulze, Sylwester Szmyd, Ján Valach, Patxi Vila et Jens Zemke,. Helmut Dollinger, Sylwester Szmyd et Patxi Vila sont également entraîneurs, avec Dan Lorang, issu du triathlon, entraîneur du champion olympique et champion du monde Jan Frodeno.

## Bilan de la saison

### Victoires
| Date       | Course                                                  | Pays                | Classe | Vainqueur             |
| ---------- | ------------------------------------------------------- | ------------------- | ------ | --------------------- |
| 17/01/2019 | 3e étape du Tour Down Under                             | Australie           | 2.UWT  | Peter Sagan           |
| 01/02/2019 | Trofeo Andratx Lloseta                                  | Espagne             | 1.1    | Emanuel Buchmann      |
| 03/02/2019 | 7e étape du Tour de San Juan                            | Argentine           | 2.1    | Sam Bennett           |
| 17/02/2019 | Clásica de Almería                                      | Espagne             | 1.HC   | Pascal Ackermann      |
| 02/03/2019 | 7e étape de l'UAE Tour                                  | Émirats arabes unis | 2.UWT  | Sam Bennett           |
| 10/03/2019 | Grand Prix de l'industrie et de l'artisanat de Larciano | Italie              | 1.HC   | Maximilian Schachmann |
| 12/03/2019 | 3e étape de Paris-Nice                                  | France              | 2.UWT  | Sam Bennett           |
| 15/03/2019 | 6e étape de Paris-Nice                                  | France              | 2.UWT  | Sam Bennett           |
| 22/03/2019 | Bredene Koksijde Classic                                | Belgique            | 1.HC   | Pascal Ackermann      |
| 29/03/2019 | 5e étape du Tour de Catalogne                           | Espagne             | 2.UWT  | Maximilian Schachmann |
| 31/03/2019 | 7e étape du Tour de Catalogne                           | Espagne             | 2.UWT  | Davide Formolo        |
| 08/04/2019 | 1re étape du Tour du Pays basque                        | Espagne             | 2.UWT  | Maximilian Schachmann |
| 10/04/2019 | 3e étape du Tour du Pays basque                         | Espagne             | 2.UWT  | Maximilian Schachmann |
| 11/04/2019 | 4e étape du Tour du Pays basque                         | Espagne             | 2.UWT  | Maximilian Schachmann |
| 12/04/2019 | 5e étape du Tour du Pays basque                         | Espagne             | 2.UWT  | Emanuel Buchmann      |
| 16/04/2019 | 1re étape du Tour de Turquie                            | Turquie             | 2.UWT  | Sam Bennett           |
| 17/04/2019 | 2e étape du Tour de Turquie                             | Turquie             | 2.UWT  | Sam Bennett           |
| 20/04/2019 | 5e étape du Tour de Turquie                             | Turquie             | 2.UWT  | Felix Großschartner   |
| 21/04/2019 | Classement général du Tour de Turquie                   | Turquie             | 2.UWT  | Felix Großschartner   |
| 01/05/2019 | Eschborn-Francfort                                      | Allemagne           | 1.UWT  | Pascal Ackermann      |
| 12/05/2019 | 1re étape du Tour de Californie                         | États-Unis          | 2.UWT  | Peter Sagan           |
| 12/05/2019 | 2e étape du Tour d'Italie                               | Italie              | 2.UWT  | Pascal Ackermann      |
| 15/05/2019 | 5e étape du Tour d'Italie                               | Italie              | 2.UWT  | Pascal Ackermann      |
| 23/05/2019 | 12e étape du Tour d'Italie                              | Italie              | 2.UWT  | Cesare Benedetti      |
| 11/06/2019 | 3e étape du Critérium du Dauphiné                       | France              | 2.UWT  | Sam Bennett           |
| 17/06/2019 | 3e étape du Tour de Suisse                              | Suisse              | 2.UWT  | Peter Sagan           |
| 19/06/2019 | 1re étape du Tour de Slovénie                           | Slovénie            | 2.HC   | Pascal Ackermann      |
| 28/06/2019 | Championnat de Pologne du contre-la-montre              | Pologne             | CN     | Maciej Bodnar         |
| 30/06/2019 | Championnat d'Irlande sur route                         | Irlande             | CN     | Sam Bennett           |
| 30/06/2019 | Championnat d'Allemagne sur route                       | Allemagne           | CN     | Maximilian Schachmann |
| 30/06/2019 | Championnat de Slovaquie sur route                      | Slovaquie           | CN     | Juraj Sagan           |
| 30/06/2019 | Championnat d'Italie sur route                          | Italie              | CN     | Davide Formolo        |
| 30/06/2019 | Championnat d'Autriche sur route                        | Autriche            | CN     | Patrick Konrad        |
| 10/07/2019 | 5e étape du Tour de France                              | France              | 2.UWT  | Peter Sagan           |
| 03/08/2019 | 1re étape du Tour de Pologne                            | Pologne             | 2.UWT  | Pascal Ackermann      |
| 05/08/2019 | 3e étape du Tour de Pologne                             | Pologne             | 2.UWT  | Pascal Ackermann      |
| 12/08/2019 | 1re étape du BinckBank Tour                             | Belgique            | 2.UWT  | Sam Bennett           |
| 13/08/2019 | 2e étape du BinckBank Tour                              | Belgique            | 2.UWT  | Sam Bennett           |
| 14/08/2019 | 3e étape du BinckBank Tour                              | Belgique            | 2.UWT  | Sam Bennett           |
| 16/08/2019 | 2e étape du Tour de République tchèque                  | Tchéquie            | 2.1    | Shane Archbold        |
| 26/08/2019 | 3e étape du Tour d'Espagne                              | Espagne             | 2.UWT  | Sam Bennett           |
| 29/08/2019 | 1re étape du Tour d'Allemagne                           | Allemagne           | 2.HC   | Pascal Ackermann      |
| 07/09/2019 | 14e étape du Tour d'Espagne                             | Espagne             | 2.UWT  | Sam Bennett           |
| 08/09/2019 | Grand Prix de Fourmies                                  | France              | 1.HC   | Pascal Ackermann      |
| 22/09/2019 | Gooikse Pijl                                            | Belgique            | 1.1    | Pascal Ackermann      |
| 19/10/2019 | 3e étape du Tour du Guangxi                             | Chine               | 2.UWT  | Pascal Ackermann      |

### Résultats sur les courses majeures
Les tableaux suivants représentent les résultats de l'équipe dans les principales courses du calendrier international (les cinq classiques majeures et les trois grands tours). Pour chaque épreuve est indiqué le meilleur coureur de l'équipe, son classement ainsi que les accessits glanés par Bora-Hansgrohe sur les courses de trois semaines.

#### Classiques
| Classique            | Milan-San Remo   | Tour des Flandres | Paris-Roubaix    | Liège-Bastogne-Liège | Tour de Lombardie     |
| -------------------- | ---------------- | ----------------- | ---------------- | -------------------- | --------------------- |
| Coureur (classement) | Peter Sagan (4e) | Peter Sagan (11e) | Peter Sagan (5e) | Davide Formolo (2e)  | Emanuel Buchmann (8e) |

#### Grands tours
| Grand tour           | Tour d'Italie                                                                                             | Tour de France                                                        | Tour d'Espagne                     |
| -------------------- | --- | --------------------------------------------------------------------- | ---------------------------------- |
| Coureur (classement) | Rafał Majka (6e)                                                                                          | Emanuel Buchmann (4e)                                                 | Rafał Majka (6e)                   |
| Accessits            | 3 victoires d'étapes (Pascal Ackermann (2) et Cesare Benedetti), classement par points (Pascal Ackermann) | 1 victoire d'étape (Peter Sagan), classement par points (Peter Sagan) | 2 victoires d'étapes (Sam Bennett) |